# Mitogen
Mitogenul este o substanță care induce proliferarea celulelor, în special a limfocitelor,  și induce mitoza (trecerea din faza G0 în faza G1). Mitogenii determină o primă etapă de activare celulară (care se traduce prin transformarea blastică), dublarea cantității de ADN și diviziunea celulelor.
Proliferarea limfocitelor B murine poate fi indusă de lipopolizaharide.
Proliferarea limfocitelor T poate fi indusă de lectine vegetale (fitohemaglutinină, concanavalină A) care provoacă oligomerizarea moleculelor CD2 și CD3 sau de anticorpi monoclonali dirijați împotriva complexului CD3-TCR sau de anticorpi policlonali.
Proliferarea limfocitelor T și B pot fi declanșată de asocierea unui ester de forbol și unui ionofor calcic (ionomicină) care induce translocarea factorilor de transcripție a genelor citokinelor și a receptorului IL-2 (NFAT și NF-κB). Proliferarea limfocitelor T și B poate fi indusă și de mitogenul din cârmâz (Phytolacca americana) (în engleză pokeweed mitogen, PWM).